# Blisworth
Blisworth is een civil parish in het district South Northamptonshire, onderdeel van het graafschap Northamptonshire. Het plaatsje telt 1785 inwoners (2011) en ligt ongeveer acht kilometer zuidelijk van de stad Northampton. In Blisworth ligt de noordelijke ingang van de Blisworth Tunnel, die een onderdeel is van het Grand Union Canal.
De naam Blisworth is onder andere bekend van de Blisworth Kalksteen (Engels: Blisworth Limestone), een kalksteenformatie uit het geologische tijdperk Bathonien, die voor het eerst werd bestudeerd tijdens de aanleg van de Blisworth Tunnel, rond het jaar 1800.

## Geboren
- Graham Kendrick (1950), christelijk singer-songwriter